# Kanako Watanabe (nadadora)
Kanako Watanabe –en japonés, 渡部香生子, Watanabe Kanako– (Tokio, 15 de noviembre de 1996) es una deportista japonesa que compite en natación, especialista en el estilo braza.
Ganó dos medallas en el Campeonato Mundial de Natación de 2015 y tres medallas en el Campeonato Mundial de Natación en Piscina Corta, en los años 2012 y 2014.
Participó en tres Juegos Olímpicos de Verano, entre los años 2012 y 2020, ocupando el octavo lugar en Tokio 2020, en la prueba de 4 × 100 m estilos.

## Palmarés internacional
| Campeonato Mundial                  | Campeonato Mundial | Campeonato Mundial | Campeonato Mundial |
| Año                                 | Lugar              | Medalla            | Prueba             |
| ----------------------------------- | ------------------ | ------------------ | ------------------ |
| 2015                                | Kazán (Rusia)      | Medalla de oro     | 200 m braza        |
| 2015                                | Kazán (Rusia)      | Medalla de plata   | 200 m estilos      |
| Campeonato Mundial en Piscina Corta |                    |                    |                    |
| Año                                 | Lugar              | Medalla            | Prueba             |
| 2012                                | Estambul (Turquía) | Medalla de bronce  | 200 m braza        |
| 2014                                | Doha (Catar)       | Medalla de oro     | 200 m braza        |
| 2014                                | Doha (Catar)       | Medalla de bronce  | 4 × 100 m estilos  |